# 红庙镇 (无为市)
红庙镇，是中华人民共和国安徽省芜湖市无为市下辖的一个乡镇级行政单位。

## 行政区划
红庙镇下辖以下地区：
徐岗社区、海云村、横塘村、闸北村、马泽村、镇岗村、红庙村和油坊村。